# Camera Obscura (Nico)
Camera Obscura è il settimo e ultimo album studio della cantante Nico, pubblicato nel 1985. È stato prodotto da John Cale.

## Tracce
- Tutti i brani sono composti da Nico, tranne dove diversamente indicato.

### Lato A
1. Camera Obscura (Nico/John Cale/James Edward Young/Graham Dids) – 3:42
2. Tananore – 4:24
3. Win a Few – 6:10
4. My Funny Valentine (Richard Rodgers/Lorenz Hart) – 3:51
5. Das Lied vom einsamen Mädchen (Robert Gilbert/Werner Richard Heymann) – 5:40

### Lato B
1. Fearfully In Danger – 7:26
2. My Heart Is Empty – 4:37
3. Into The Arena – 4:12
4. Konig – 4:08

## Formazione
- Nico - voce, armonium
- The Faction:
  - James Young - tastiera
  - Graham Dids - percussioni
- John Cale - voce in Camera Obscura
- Ian Carr - tromba